# Крал Артур: Легенда за меча
„Крал Артур: Легенда за меча“ (на английски: King Arthur: Legend of the Sword) е фентъзи от 2017 година на режисьора Гай Ричи (който също е сценарист на филма), по сценарий на Джоби Харолд и Лайнъл Уинграм, по сюжета на Харолд и Дейвид Добкин, вдъхновен от легендите за крал Артур. Във филма участват Чарли Хънам като едноименния герой, Астрид Берже-Фрисби, Джимон Унсу, Ейдън Гилън, Джуд Лоу и Ерик Бана.
Премиерата на филма е в Китайския театър на Грауман на 8 май 2017 г. и е пуснат театрално в 2D и RealD 3D на 12 май 2017 г. в САЩ и на 19 май 2017 г. във Великобритания. Филмът печели над $148 милиона световно срещу производствен бюджет от $175 милиона.
В България филмът е пуснат по кината на 12 май от Александра Филмс.
На 25 октомври 2017 г. е пуснат на DVD и Blu-ray от PRO Video SRL чрез A+Films.
На 29 декември 2020 г. е излъчен по bTV Cinema с български войсоувър дублаж, направен в студио VMS. Екипът се състои от:
| Озвучаващи артисти  | Ани Василева Иван Велчев Емил Емилов Стоян Цветков Радослав Рачев |
| Преводач            | Радослава Ненкова                                                 |
| Тонрежисьор         | Георги Калудов                                                    |
| Режисьор на дублажа | Веселина Стоилова                                                 |